# Аммоний (александрийский монах)
Аммоний (греч. Ἀμμώνιος) — христианский монах, участвовавший в борьбе за власть между епископом Кириллом Александрийским и префектом Египта Орестом в V веке.

## Жизнь
Аммоний являлся сторонником епископа Кирилла, среди которых были как парабаланы, так и нитрийские монахи. Был ли он членом парабаланов или нитрийских монахов, поддерживавших Кирилла в начале его правления, неясно. Вместе со своими братьями-монахами он вступил в конфликт с префектом, ехавшим на открытой колеснице по улицам Александрии. Во время сражения он бросил в Ореста камень и попал ему в голову. Рана оказалась серьезной, префект был близок к смерти. Монахи предприняли попытку скрыться с места происшествия, Аммоний не сумел убежать, был схвачен стражниками и замучен до смерти. В знак благодарности Кирилл перенёс его останки в церковь и совершил отпевание. Во время отпевания Кирилл провозгласил его святым мучеником и переименовал в святого Тавмасия чудотворца. Вскоре Кирилл деканонизировал святого, после того как христиане, разочарованные его поступком, стали оспаривать это решение.

## Образ в культуре
Аммоний был изображен актером Ашрафом Бархомом в фильме 2009 года «Агора». В фильме он показан как монах — параболан, сторонник Кирилла и Феофила до него. Его противостояние с Орестом и эпизод, когда он забрасывает его камнями, показаны в фильме в ином свете.